# バジャー (補助巡洋艦)
|          |                            |
| 艦歴     |                            |
| 発注     |                            |
| 起工     | 1889年                     |
| 進水     |                            |
| 就役     | 1898年4月25日              |
| 退役     | 1899年10月31日             |
| その後   | 1900年4月7日に陸軍省へ移管 |
| 除籍     |                            |
| 性能諸元 |                            |
| 排水量   | 4,784トン                  |
| 全長     | 329.6 ft (100 m)           |
| 全幅     | 48.3 ft (14.7 m)           |
| 吃水     | 18.5 ft (5.6 m)            |
| 機関     |                            |
| 最大速   | 16ノット (30 km/h)         |
| 乗員     | 士官、兵員235名            |
| 兵装     | 5インチ砲6門               |

バジャー (USS Badger) は、アメリカ海軍の補助巡洋艦。艦名はアナグマに因む。

## 艦歴
バジャーはペンシルベニア州チェスターのジョン・ローチ・アンド・サンズ社で1889年に建造された。1898年4月19日に米西戦争に使用するため購入され、ニューヨーク海軍工廠で補助巡洋艦へと改修、1898年4月25日に艦長A・S・スノー中佐の指揮下就役し、北部偵察戦隊に合流した。
1898年7月1日から8月18日までバジャーはキューバ封鎖に参加した。1898年7月26日にはドライ・トートガス沖で検疫旗を掲げた2隻の船を牽引するスペインの曳船を拿捕した。それらの船は医療支援と食糧が与えられ、8月3日まで港に抑留された。曳船はニューヨークに送られ、残りの2隻と399名の捕虜はハバナに送られた。
バジャーは1898年8月18日に陸軍の分遣隊を乗せてグアンタナモ湾を出航、8月24日にニューヨーク州モントークに上陸させた。バジャーは東海岸に留まり、12月26日に太平洋に向けて出航、1899年4月15日にサンフランシスコに到着した。4月26日にサモアへ向けて高等弁務官を運び5月13日に到着、その後サモア海域を巡航した。1899年8月14日にメア・アイランド海軍造船所に帰還し、オレゴン州およびカリフォルニア州の海軍民兵を乗せて1899年10月6日まで太平洋岸を巡航、訓練を行った。1899年10月31日にバジャーは退役し、1900年4月7日に陸軍省に移管され、ロートン (Lawton) と改名の上輸送任務に使用された。